# Сан Мартино ал Чимино
Сан Мартино ал Чимино је насеље у Италији у округу Витербо, региону Лацио.
Према процени из 2011. у насељу је живело 2340 становника. Насеље се налази на надморској висини од 526 м.